# Джозеф Ендрю
Джозеф Ендрю (анг. Joseph Andrews) — говірна назва англійського роману Генрі Філдінгона, написаний в 1742 році. Повна назва звучить наступним чином — «Історія пригод Джозефа Ендрюса і його друзів, містера Абрахама Адамса». 

## Зміст
Головний герой Джозеф Ендрюс — молодий, наївний хлопчина, життя якого постійно коливається за вказівками інших. Ендрюс є свого роду чоловічою версією Памели з іншого роману Філдінга, «Шамель». Ендрюс закоханий в нічим не примітну дівчину Фанну. Проте він живе і служить в замку леді Балбескі, яка (після смерті чоловіка, сера Томаса) недвозначно намагається звабити Джозефа, як і служанка, місис Сліпслоп. 
Ендрюс вимушено тікає з замку, чим нарік себе на блукання світом. Він часто зазнає насилля з боку інших людей. Часом намагається відшукати кохану дівчину, Фанні, а іншим часом разом з нею виносить без талану долі. Тільки добродушний, розвіяний Парсон Адамс допомагає їм.

## Натхнення
Роман втілює злиття двох конкуруючих естетик літератури XVIII-го століття: удавано-героїчного та неокласичного (і, відповідно, аристократичного) підходу августійців, таких як Олександр Поуп і Джонатан Свіфт, і популярної вітчизняної прози романістів, таких як Даніель Дефо та Семюель Річардсон.
Роман черпає різні натхнення. Написаний наслідуючи Сервантесу, автору «Дон Кіхота» (див. титульну сторінку праворуч), твір значною мірою завдячує своїм гумором техніці, розробленій Сервантесом, а своїм сюжетом—начебто вільному розташуванню подій, відступам і персонажам нижчого класу до жанру письма, відомого як пікареска. З повагою до літературних уподобань і повторюваних тропів того періоду, він спирається на непристойний гумор, майбутній шлюб і таємницю навколо невідомого походження, але, навпаки, багатий на філософські відступи, класичну ерудицію та соціальну мету.